# Donald Brittain
Pour les articles homonymes, voir Brittain.
Donald Brittain est un scénariste, réalisateur, producteur et acteur canadien né le 10 juin 1928 à Ottawa (Canada), décédé le 21 juillet 1989 à Montréal (Canada).

## Filmographie

### comme scénariste
- 1957 : Wildlife of the Rocky Mountains
- 1958 : Winter Construction? It Can Be Done
- 1958 : Stay Alive in the Winter Bush
- 1958 : Stay Alive in the Winter Arctic
- 1958 : Stay Alive in the Summer Bush
- 1958 : Stay Alive in the Summer Arctic
- 1958 : Sight Unseen
- 1958 : Setting Fires for Science
- 1958 : Introduction: A Pattern for Staying Alive
- 1958 : Fire Detectives
- 1958 : Canadian Infantrymen
- 1959 : A Day in the Night of Jonathan Mole
- 1961 : Everybody's Prejudiced
- 1961 : Building in the North
- 1962 : Year of Siege
- 1962 : Willie Catches On
- 1962 : V Was for Victory
- 1962 : Turn of the Tide
- 1962 : Road to Ortona
- 1962 : The Norman Summer
- 1962 : New Directions
- 1962 : Ebbtide
- 1962 : Dusk
- 1962 : Days of Infamy
- 1962 : Crisis on the Hill
- 1962 : The Clouded Dawn
- 1962 : Cinderella on the Left
- 1962 : Blitzkrieg
- 1964 : Return Reservation
- 1964 : Fields of Sacrifice
- 1964 : The Changing City
- 1965 : Two Men of Montreal
- 1965 : Stravisnky
- 1965 : Memorandum
- 1965 : Ladies and Gentlemen, Mr. Leonard Cohen
- 1965 : Avec Buster Keaton
- 1966 : Take It from the Top
- 1966 : Helicopter Canada
- 1967 : What on Earth!
- 1968 : Juggernaut
- 1971 : Tiki Tiki
- 1973 : Starblanket
- 1973 : Cavendish Country
- 1973 : Catskinner Keen
- 1974 : The Players
- 1974 : Monsieur John Grierson
- 1974 : King of the Hill
- 1975 : Whistling Smith
- 1975 : Scoggie
- 1975 : Arctic IV
- 1976 : Volcano: An Inquiry Into the Life and Death of Malcolm Lowry
- 1977 : Henry Ford's America
- 1978 : Small Is Beautiful: Impressions of Fritz Schumacher
- 1979 : Paperland: The Bureaucrat Observed
- 1979 : Canada Vignettes: Wop May
- 1979 : Bow and Arrow
- 1979 : Bamboo, Lions and Dragons
- 1979 : Has Anybody Here Seen Canada? A History of Canadian Movies 1939-1953 (TV)
- 1980 : The Lost Pharaoh: The Search for Akhenaten
- 1981 : On Guard for Thee, Part 3: Shadows of a Horseman
- 1981 : On Guard for Thee, Part 2: A Blanket of Ice
- 1981 : On Guard for Thee, Part 1: The Most Dangerous Spy
- 1981 : Les Champions
- 1983 : Something to Celebrate
- 1984 : Overtime
- 1984 : The Children's Crusade
- 1985 : First Stop, China
- 1985 : Canada's Sweetheart: The Saga of Hal C. Banks
- 1986 : Tommy Douglas: Keeper of the Flame
- 1986 : Mobility
- 1986 : Long Lance
- 1986 : The Champions, Part 3: The Final Battle
- 1986 : The Champions, Part 2: Trappings of Power
- 1986 : The Champions, Part 1: Unlikely Warriors
- 1988 : The King Chronicle (feuilleton TV)
- 1988 : The King Chronicle, Part 3: Mackenzie King and the Zombie Army
- 1988 : The King Chronicle, Part 2: Mackenzie King and the Great Beyond
- 1988 : The King Chronicle, Part 1: Mackenzie King and the Unseen Hand

### comme réalisateur
- 1958 : Winter Construction? It Can Be Done
- 1958 : Setting Fires for Science
- 1958 : Fire Detectives
- 1959 : A Day in the Night of Jonathan Mole
- 1961 : Everybody's Prejudiced
- 1964 : Return Reservation
- 1964 : Fields of Sacrifice
- 1964 : Bethune
- 1965 : Two Men of Montreal
- 1965 : Memorandum
- 1965 : Ladies and Gentlemen, Mr. Leonard Cohen
- 1966 : Never a Backward Step
- 1968 : Saul Alinsky Went to War
- 1970 : Tiger Child
- 1973 : Starblanket
- 1973 : Cavendish Country
- 1973 : Catskinner Keen
- 1974 : Van's Camp
- 1974 : King of the Hill
- 1974 : Dreamland: A History of Early Canadian Movies 1895-1939
- 1976 : His Worship, Mr. Montréal
- 1976 : Volcano: An Inquiry Into the Life and Death of Malcolm Lowry
- 1977 : Henry Ford's America
- 1978 : Small Is Beautiful: Impressions of Fritz Schumacher
- 1978 : Le Mystère du triangle des Bermudes
- 1978 : The Dionne Quintuplets (TV)
- 1979 : Paperland: The Bureaucrat Observed
- 1981 : On Guard for Thee, Part 3: Shadows of a Horseman
- 1981 : On Guard for Thee, Part 2: A Blanket of Ice
- 1981 : On Guard for Thee, Part 1: The Most Dangerous Spy
- 1981 : Les Champions (Bobine 2, 2e partie)
- 1981 : Les Champions (Bobine 2, 1re partie)
- 1981 : Les Champions (Bobine 1, 2e partie)
- 1981 : Les Champions (Bobine 1, 1re partie)
- 1983 : Something to Celebrate
- 1983 : The Accident (TV)
- 1984 : The Children's Crusade
- 1985 : Canada's Sweetheart: The Saga of Hal C. Banks
- 1986 : The Champions, Part 3: The Final Battle
- 1986 : The Champions, Part 2: Trappings of Power
- 1986 : The Champions, Part 1: Unlikely Warriors
- 1988 : The King Chronicle (feuilleton TV)
- 1988 : The King Chronicle, Part 3: Mackenzie King and the Zombie Army
- 1988 : The King Chronicle, Part 2: Mackenzie King and the Great Beyond
- 1988 : The King Chronicle, Part 1: Mackenzie King and the Unseen Hand
- 1991 : Family: A Loving Look at CBC Radio

### comme producteur
- 1962 : Year of Siege
- 1962 : V Was for Victory
- 1962 : Turn of the Tide
- 1962 : Road to Ortona
- 1962 : The Norman Summer
- 1962 : New Directions
- 1962 : Ebbtide
- 1962 : Dusk
- 1962 : Days of Infamy
- 1962 : Crisis on the Hill
- 1962 : The Clouded Dawn
- 1962 : Cinderella on the Left
- 1962 : Blitzkrieg
- 1964 : Return Reservation
- 1964 : Fields of Sacrifice
- 1964 : Bethune
- 1965 : Two Men of Montreal
- 1965 : A Trip Down Memory Lane
- 1971 : Fleur bleue
- 1973 : Starblanket
- 1973 : Cavendish Country
- 1973 : Catskinner Keen
- 1974 : Van's Camp
- 1974 : Thunderbirds in China
- 1976 : Volcano: An Inquiry Into the Life and Death of Malcolm Lowry
- 1977 : The Vacant Lot
- 1977 : Henry Ford's America
- 1978 : Small Is Beautiful: Impressions of Fritz Schumacher
- 1978 : The Dionne Quintuplets (TV)
- 1979 : Paperland: The Bureaucrat Observed
- 1981 : On Guard for Thee, Part 3: Shadows of a Horseman
- 1981 : On Guard for Thee, Part 2: A Blanket of Ice
- 1981 : On Guard for Thee, Part 1: The Most Dangerous Spy
- 1981 : Les Champions (Bobine 2, 2e partie)
- 1981 : Les Champions (Bobine 2, 1re partie)
- 1981 : Les Champions (Bobine 1, 2e partie)
- 1981 : Les Champions (Bobine 1, 1re partie)
- 1983 : Something to Celebrate
- 1984 : The Children's Crusade
- 1985 : Canada's Sweetheart: The Saga of Hal C. Banks
- 1986 : The Champions, Part 3: The Final Battle
- 1986 : The Champions, Part 2: Trappings of Power
- 1986 : The Champions, Part 1: Unlikely Warriors

### comme acteur
- 1967 : What on Earth! : narrateur (voix)
- 1975 : Los Canadienses : narrateur (voix)
- 1985 : Canada's Sweetheart: The Saga of Hal C. Banks : Narrator
- 1986 : Mobility : Narrator
- 1986 : Long Lance : Narrator
- 1987 : Those Roos Boys and Friends : Narrator (voix)
- 1988 : The King Chronicle (feuilleton TV) : Narrator (voix)
- 1988 : The King Chronicle, Part 3: Mackenzie King and the Zombie Army : Narrator
- 1988 : The King Chronicle, Part 2: Mackenzie King and the Great Beyond : Narrator
- 1988 : The King Chronicle, Part 1: Mackenzie King and the Unseen Hand : Narrator
- 1997 : O Canada (série TV) : voix

## Récompenses et nominations

### Récompenses
- Ordre du Canada